# Nezami
Nezami (hoặc Nizami) (tiếng Ba Tư: نظامی گنجوی; tiếng Azerbaijan: Nizami Gəncəvi, tên đầy đủ bằng tiếng Anh: Nizām ad-Dīn Abū Muhammad Ilyās ibn-Yusūf ibn-Zakī ibn-Mu'ayyid, 1141 – 1209) – là nhà thơ cổ điển Ba Tư, một trong những nhà thơ lón nhất của Ba Tư trung cổ. Các quốc gia: Azerbaijan, Iran, Afghanistan và Tajikistan đều coi Nezami là nhà thơ dân tộc của mình.

## Tiểu sử
Nezami sinh ở Ganja (nay là Azerbaijan). Bố mất sớm, Nezami được mẹ và cậu có tên là Khwaja Umar nuôi dạy. Ngoài văn học Ba Tư, văn học Ả Rập, Nezami còn thông thạo toán học, thiên văn học, triết học, thần học và chiêm tinh học. Nezami lấy vợ ba lần. Người vợ đầu có tên là Afaq do quan Fakhr al-Din Bahramshah tặng cho ông. Họ có một con trai tên là Mohammad. Afaq mất lúc ông vừa viết xong tác phẩm "Khosrow và Shirin", sau đó ông có hai đời vợ nữa nhưng họ cũng đều mất sớm.

## Tác phẩm

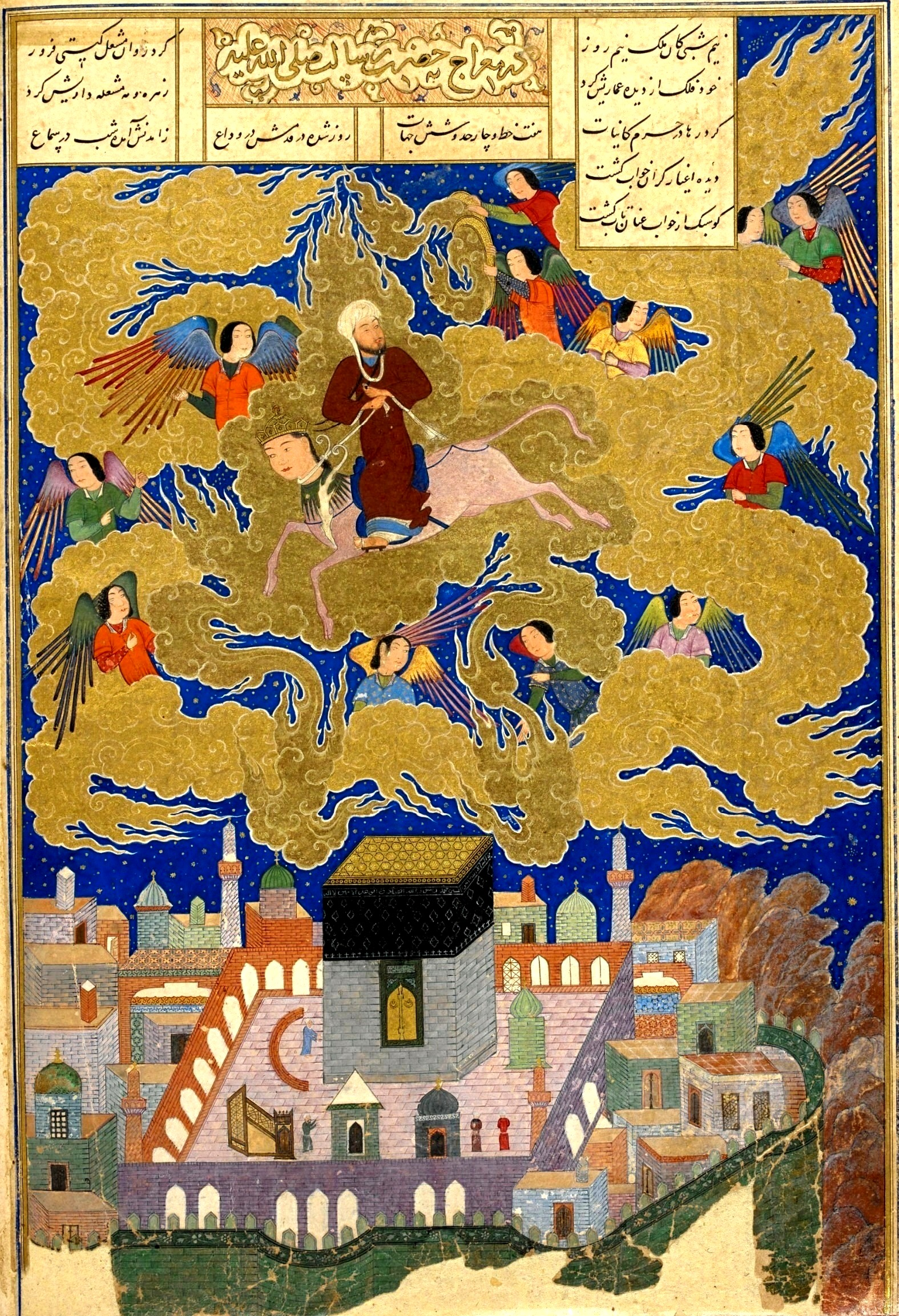
Một trang Khamse, bản năm 1494

Thời Nezami sống, miền tây - bắc Iran (Azerbaijan và cả vùng Kapkage ngày nay) là trung tâm mới của văn học Ba Tư, thơ ca vùng tây - bắc có những nét khác biệt so với vùng đông - bắc (Khorasan). Nezami là đại diện tiêu biểu nhất của trường phái tây – bắc này. Tác phẩm của Nezami còn lại cuốn "Divan" bao gồm khoảng hơn 100 bài thơ các thể loại còn đến ngày nay. Theo các chuyên gia trung cổ, đây chỉ là một phần thơ trữ tình của ông. Nhưng tác phẩm Khamse gồm 5 trường ca, còn giữ lại được đầy đủ đến ngày nay. Khamse là một tác phẩm đồ sộ gồm các phần:
- Makhzan al-Asrar (Kho báu những điều bí mật, 1163-1176)
- Khusraw o Shirin (Khosrow và Shirin, 1177-1180)
- Layli o Majnun (Layla và chàng điên, 1192)
- Haft Peykar (Bảy người đẹp, 1196)
- Iskander Name (Sách về Alexandros Đại đế, khoảng 1203)
Dưới đây chỉ tóm tắt nội dung "Chuyện tình Layla và chàng điên", là truyền thuyết tình yêu nổi tiếng thế giới, cũng giống như "Romeo và Juliet". Trường ca Layli o Majnun của Nezami khai thác truyền thuyết Ả Rập này. Đấy là mối tình bất hạnh của chàng trai Qays yêu cô gái Layla, bị bố mẹ gả cho người khác. Qays bị mắc bệnh tâm thần (tiếng Ả Rập: Majnun – nghĩa là kẻ điên vì tình), bỏ đi về sa mạc làm thơ về người yêu. Layla đau khổ vì không lấy được Qays nên đã chết, sau đó Qays tìm đến mộ Layla và chết ở đó.
Họ ngủ say bên nhau đến muôn đời
Họ ngủ say bên nhau đến ngày Phán xét…
Tác giả tự đặt cho mình câu hỏi: những kẻ yêu nhau nhận được gì vì những nỗi đau khổ nơi trần thế? Và trong một giấc mơ tác giả nhìn thấy ở thiên đường có hai linh hồn quấn quýt bên nhau… Ý nghĩa của trường ca này là tình yêu chỉ có thể tìm thấy lối thoát ở thơ ca, để thơ ca dẫn những kẻ yêu nhau đến sự hòa nhập tâm hồn.